# Gamarra (distrito)
Nota: Esta página é sobre o distrito peruano. Para outros significados consulte Gamarra
O Distrito peruano de Gamarra é um dos catorze distritos que formam a Província de Grau, situada no Apurímac, pertencente a Região Apurímac, Peru.

## Transporte
O distrito de Gamarra é servido pela seguinte rodovia:
- AP-112, que liga a cidade de Curahuasi ao distrito de Progreso
- AP-113, que liga a cidade de Lambrama ao distrito de Coyllurqui [2][3][4]